# Seneskalk
Ordet seneskalk kan have flere betydninger, som alle reflekterer bestemte typer af opsyn eller administration i en historisk kontekst. Oftest var en seneskalk en ledende stilling, der blev tildelt af en retsinstans i et kongeligt, hertug- eller adeligt hus i Middelalderen og den tidlige moderne æra.